# Wapen van Zundert

Het wapen van Zundert (sinds 2000)

Het wapen van Zundert is op 20 juni 2000 per Koninklijk Besluit aan de gemeente toegekend. Het verving het wapen uit 1817.

## Geschiedenis
Het wapen is afgeleid van het schependomszegel het en heerlijkheidswapen van de voormalige heerlijkheid. Dit wapen op zich is een combinatie van het wapen van het geslacht Van Aarschot-Schoonhoven, waarvan leden circa 1312-1464 de heerlijkheid Zundert-Hertog in leen hielden, zijnde een wapen van keel met drie lelies van zilver, vermeerderd met een keper uit het wapen van de abdij Tongerlo, zijnde een wapen van goud met drie kepers van keel, en een Jeruzalemkruis met onbekende oorsprong. Omdat de kleuren van de wapens bij de aanvraag niet waren gespecificeerd, werden deze door de Hoge Raad van Adel in rijkskleuren uitgevoerd. Na de herindeling van 1 januari 1997 met Rijsbergen en Zundert moest een nieuw wapen worden verleend, waarbij de foute kleuren zijn gecorrigeerd.

### Toelichting
In de Beschrijving der stadt en lande van Breda door Thomas van Goor (1744) is het wapenschild van Zundert afgebeeld. Het kan worden omschreven als: in keel, beladen met een keper van sinopel, bovenaan vergezeld van twee zilveren lelies en beneden van drie zilveren kruisen, waarvan het middelste groter is dan de flankerende, die onder de armen van het grote kruis staan.
Op een afdruk van een lakzegel die dateert uit 1697 draagt het wapen een kroon van drie bladeren en tweemaal drie parels. Als schildhouders treden twee leeuwen op. Op het zegel heeft het kruis de vorm van een krukkenkruis, in de armen vergezeld van vier kleinere krukkenkruisjes. Dit Jeruzalemskruis is vermoedelijk onder invloed van een plaatselijk schuttersgilde ontstaan.

## Blazoen

### Eerste wapen (1817)

Wapen van Zundert (1817 - 2000)

Vlag van voor de gemeentelijke herindeling van 1997

De beschrijving van het wapen dat op 17 juli 1817 aan de gemeente Zundert werd toegekend, luidt als volgt:
Van lazuur beladen met een chevron en verzeld en chef van 2 leliën en en pointe van een Jerusalemskruis, gekantonneerd met 4 diergelijke kleinere; alles van goud. Het schild ter wederzijde vastgehouden door een klimmende leeuw en gedekt met eene kroon, mede alles van goud.
N.B.:
- De kleuren zijn lazuur (blauw) en goud (geel). Dit zijn de rijkskleuren.
- Het Jeruzalemkruis omvat de vier kleinere kruizen, de omschrijving is dubbelop.

### Tweede wapen (2000)
De beschrijving van het wapen dat op 20 juni 2000 aan de gemeente Zundert werd toegekend, luidt als volgt:
In zilver een keper van sinopel, vergezeld boven van twee lelies en beneden van een Jeruzalemskruis, alles van keel. Het schild gedekt met een gouden kroon van drie bladeren en twee maal drie parels en gehouden door twee leeuwen van goud, getongd en genageld van keel.
N.B.:
- De kleuren zijn zilver (wit), sinopel (groen), keel (rood) en goud (geel).